# Amon Düül
Amon Düül ist eine deutsche Rockband, die sich im Zuge der Studentenbewegung der 1960er Jahre bildete und in verschiedenen Formationen bis in die Gegenwart besteht. Die Band gilt als einer der wichtigsten Vertreter des Krautrock.

## Geschichte
1967 gründete sich in der Leopoldstraße in München eine Künstler-Kommune, die sich nach dem altägyptischen Gott Amon samt dem nicht eindeutig erklärbaren Zusatz „Düül“ benannte. Laut Renate Knaup kam die Inspiration durch das Stück Dyl von der Platte Tanyet  – an der auch Ry Cooder mitgewirkt hatte – der obskuren Band The Ceyleib People.
Schon bald erlangten die Kommunarden durch ihre musikalischen Sessions bei Happenings und Demonstrationen der politisierten Jugend Kultstatus. Man konnte sich jedoch auf kein musikalisches Konzept einigen: Eine Fraktion vertrat den libertären Weg der künstlerischen Freiheit und nahm jeden auf, der Musik machen wollte – ob er nun singen oder spielen konnte oder auch nicht. Die anderen, konservativ eingestellter, legten Wert auf musikalisches Können. Bei den auch von Rolf-Ulrich Kaiser und Tangerine Dream initiierten Essener Songtagen 1968 kam es dann zum offiziellen Bruch, als statt einer Band gleich zwei desselben Namens auftraten – Amon Düül und Amon Düül II. Fortan ging man getrennte Wege, und es sollte auch nicht nur bei diesen beiden Formationen bleiben.

### Amon Düül
Amon Düül spielte überwiegend improvisierte Musik ohne Songstruktur. Der häufige Mitgliederwechsel der Formation trug nicht zur Ausbildung eines konkreten musikalischen Charakters bei. Viele der Musiker standen der Kommune 1 in Berlin nahe.
Man spielte bevorzugt schockierende Anti-Musik. Die Titel trugen Namen wie Mama Düül & ihre Sauerkrautband spielt auf oder Ein wunderhübsches Mädchen träumt von Sandosa. In kurzer Zeit wurden unter Regie von Peter Meisel, Mitinhaber der Hansa Musik Produktion, vier Alben veröffentlicht, meist gleichzeitig mit den Alben von Amon Düül II. Zwar wurden die Alben mit so kuriosen Titeln wie Collapsing – Singvögel rückwärts oder Disaster – Lüüd Noma von der Kritik verrissen, von den Fans jedoch innig geliebt. Heute sind sie Raritäten und zählen zu den psychedelischen Höhepunkten des Krautrock-Genres. 1970 traten Amon Düül zum letzten Mal auf.

### Amon Düül II (auch: Amon Düül 2)
Amon Düül II, bestehend aus Chris Karrer, Peter Leopold und Ulrich Leopold, Falk Rogner, John Weinzierl und Renate Knaup, legten dagegen Wert auf ein Mindestmaß an Musikalität. Die Kritiker bestätigten anlässlich der Essener Songtage 1968 zwar auch nur ein „halbstündiges musikalisches Nichts“ (FAZ), doch ihr erstes Album Phallus Dei (lateinisch „Phallus Gottes“) von 1969 setzte Maßstäbe in der deutschen Rockgeschichte. Das Titelstück brachte es auf stolze 21 Minuten Länge. Die Beurteilung in der Öffentlichkeit war gespalten. Siegfried Schmidt-Joos bezeichnete das Album im 1973 erschienenen Rock-Lexikon als ein Gemenge aus „Reports von futuristischen Desastern mit alttestamentlichen Katastrophenberichten“, die Gruppe tue sich schwer mit Rückkopplungseffekten und biete „eigenbrötlerischen Klangzauber und biedere Kopien der Pink-Floyd-Musik“. Verkauft hat sich das Album dennoch gut. Die Filmbranche bat um Auftragsarbeiten, nachdem die Gruppe den von Rüdiger Nüchtern gedrehten Konzertfilm Amon Düül plays Phallus Dei vorgelegt hatte. In dem im Mai 1970 gedrehten WDR-Film Niklashauser Fart von Rainer Werner Fassbinder ist die Gruppe mit einem Liedtitel zu sehen. Das Band-Groupie Uschi Obermaier musiziert dabei ebenfalls mit. Die Musik des 1970 erschienenen Films San Domingo brachte den Musikern sogar 1971 den deutschen Filmpreis ein. Am 24. Oktober 1970 waren sie im Beat-Club mit zwei Stücken zu sehen (Folge 60; Staffel 6, Episode 10).
Die erste Hälfte der 1970er Jahre war die produktivste Phase von Amon Düül II. Um die Produktion kümmerte sich seit 1970 der Saxofonist Olaf Kübler, der in den 1970er Jahren auch mit Klaus Doldinger und Udo Lindenberg arbeitete. Kübler ließ der Gruppe weitgehende künstlerische Freiheit. Binnen sechs Jahren erschienen zehn Alben und mehrere offizielle Kompilationen, die Stammbesetzung bestand zu dieser Zeit aus:
- Chris Karrer (Gitarre und Gesang, * 20. Januar 1947, † 2. Januar 2024[2])
- Renate Knaup (Gesang, * 1. Juli 1948)
- John Weinzierl (Gitarre, * 4. April 1949)
- Peter Leopold (Schlagzeug, * 15. August 1945; † 8. November 2006)
- Lothar Meid (Bass, * 28. August 1942; † 3. November 2015)
- Falk Rogner (Synthesizer, * 14. September 1943)

Schon das zweite Album Yeti (1970) bedeutete den Durchbruch in Großbritannien, obwohl oder gerade weil die bisherigen Texte der Gruppe immer wieder in altertümelndem Deutsch oder mit zweifelhaftem Englisch dargeboten wurden. Der Melody Maker bescheinigte 1972, dies sei die erste deutsche Gruppe, „die einen eigenen Beitrag zur internationalen Musikszene geliefert“ habe.
Personelle Veränderungen und Verbindungen zu anderen Bands waren in den frühen 1970er Jahren zahlreich: Chris Karrer und Lothar Meid waren immer wieder bei Embryo beschäftigt, im Gegenzug war Christian Burchard unter anderem auf Phallus Dei zu hören, Renate Knaup arbeitete mit Florian Fricke, dessen späterer Popol Vuh-Kollege Daniel Fichelscher sprang bei Amon Düül für Peter Leopold am Schlagzeug ein, Bassist Lothar Meid arbeitete mit Klaus Doldinger, sein Vorgänger Dave Anderson wechselte später zu Hawkwind, es gab eine Tournee mit Can, für Renate Knaup war vorübergehend Jutta Weinhold am Gesang zu hören, die zuvor bei den Musicals Hair und Jesus Christ Superstar mitgewirkt hatte. Die Liste ließe sich lange fortsetzen.
1975 wurde die zuvor weitgehend unabhängig agierende Band von Atlantic Records unter Vertrag genommen. Das Label verfolgte rein kommerzielle Ziele und übte musikalische Kontrolle bei der Produktion des Albums Made in Germany aus. Einflüsse der damaligen Disco-Musik wurden unüberhörbar. Produzent Jürgen S. Korduletsch zeichnete später unter anderem für die Erfolge von Claudja Barry und George Kranz verantwortlich. In der zweiten Hälfte der 1970er Jahre war Amon Düül II nur noch ein reines Studioprojekt, bei dem nun Stefan Zauner (der spätere Sänger der Popband Münchener Freiheit) und Tommi Piper (die deutsche Stimme des Fernsehaußerirdischen Alf) mitwirkten.
1981 erschien die vorläufig letzte Platte. Krautrock war in die Jahre gekommen. Disco, Punk und New Wave waren am Zug. Chris, Falk und Renate versuchten Amon Düül II unter eigener Regie mit zwei neuen Alben Anfang der 1980er Jahre zu neuem Leben zu erwecken, hatten jedoch keinen kommerziellen Erfolg, und das Projekt verschwand rasch wieder in der Versenkung. Lothar Meid arbeitete unterdessen mit Marius Müller-Westernhagen, produzierte dessen Alben und komponierte die Filmmusik zu Theo gegen den Rest der Welt.
Ebenfalls in den 1980er Jahren versuchte John Weinzierl in England mit Musikern aus Wales den Mythos Amon Düül für eine eigene Band zu nutzen und veröffentlichte als Amon Düül (UK) zwischen 1982 und 1989 immerhin fünf Alben, aber auch er konnte nicht an die Kreativität, geschweige denn den Erfolg der Amon Düül früherer Jahre heranreichen.
Auf Konzertplakaten wurde Mitte der 1980er Jahre für Amon Düül III geworben, was jedoch vermutlich nur ein PR-Gag der Band Hawkwind war, die diese als Special Guests ankündigte, ohne dass bislang ein Auftritt von Amon-Düül-Musikern belegt wäre. Hawkwind hatten sich bereits seit den frühen 1970er Jahren in Großbritannien um die Promotion von Amon Düül verdient gemacht und Gastauftritte wären denkbar gewesen. Das Nischendasein des Krautrock in den 80er Jahren führte generell zu verstärkter Interaktion innerhalb der Szene, die Amon-Düül-Musiker experimentierten und fusionierten mit Musikern von Embryo und Guru Guru und waren, wenn auch nicht gemeinsam, auf vielen kleineren Festivalbühnen zu sehen.
Nach dem Tod des ehemaligen Hawkwind-Sängers Robert Calvert im Jahr 1988 organisierte Chris Karrer, der mit ihm gerade an Aufnahmen gearbeitet hatte, ein Memorialkonzert, zu dem sich entgegen der ursprünglichen Planung einer Soloshow auch Renate Knaup und Peter Leopold einfanden. Aus dem einmaligen Event wurde letztlich die Reunion von Amon Düül, und für Konzerte in Italien im folgenden Jahr stießen auch wieder Lothar Meid und Falk Rogner zur Band. Posthum wurden die Aufnahmen mit Robert Calvert 1989 als Amon Düül veröffentlicht. Weitere gemeinsame Auftritte blieben aber zunächst noch sporadisch, Karrer war zu dieser Zeit auch mit Soloprojekten, unter anderem mit Ernst Fuchs und dem kurdischen Sänger Şivan Perwer beschäftigt.
Anfang der 1990er Jahre wurde Krautrock wieder salonfähig. Amon Düül erlebte ein Comeback mit einer verstärkten Nachfrage nach alten Alben, die seitdem verstärkt neu aufgelegt werden. 1995 erfolgte auch die Veröffentlichung eines neuen Albums, Nada Moonshine #, und seit einer Japan-Tournee im selben Jahr sind Amon Düül wieder regelmäßig auf Festivalbühnen zu sehen. Neben nachveröffentlichten Liveaufnahmen und aktuellem Live-Material entstanden seitdem weitere neue Studioaufnahmen. Im Jahr 2005 erschien ein DVD-Mitschnitt vom Krautrock Meeting des Rockpalast.
Die Gruppe klagt seit mehreren Jahren gegen die Plattenfirma Repertoire Records bzw. deren Geschäftsführer Tomas Neelsen wegen der Veröffentlichung nicht autorisierter Neupressungen alter Alben. Die autorisierten Neuveröffentlichungen beim Label SPV dagegen zeichnen sich durch in den Jahren 2005 und 2006 eingespieltes Bonus-Material aus. 2009 veröffentlichte Amon Düül II mit Bee as Such ein neues Studioalbum.

## Diskografie

### Amon Düül
- 1969: Psychedelic Underground
- 1969: Collapsing/Singvögel Rückwärts & Co.
- 1970: Para Dieswärts Düül
- 1973: Disaster – Lüüd Noma (Doppel-LP)
- 1983: Experimente

### Amon Düül II
- 1969: Phallus Dei
- 1970: Yeti (Doppel-LP)
- 1971: Tanz der Lemminge / Dance of the Lemmings (Doppel-LP)
- 1972: Carnival in Babylon
- 1973: Wolf City
- 1973: Live in London (live)
- 1973: Live in Concert (live BBC, VÖ 1992)
- 1973: Utopia (ursprünglich als Band Utopia)
- 1974: Vive La Trance
- 1975: Hijack
- 1975: Made in Germany (Doppel-LP und als Kompilation mit 12 statt 20 Stücken in einer LP)
- 1976: Pyragony X
- 1977: Almost Alive
- 1978: Only Human
- 1980: 5 YEARS auch FIVE YEARS[3]
- 1981: Vortex
- 1982: Meeting with Men Machines (Privatpressung auf Illuminated Records), später auf Demi Monde veröffentlicht
- 1983: Hawk Meets Penguin
- 1989: Fool Moon
- 1989: Die Lösung (mit Robert Calvert)
- 1993: Surrounded by the Bars (Compilation)
- 1995: Nada Moonshine #
- 1996: Kobe (Reconstructions)
- 1996: Eternal Flashback
- 1996: Live in Tokyo (live)
- 1997: Flawless (Compilation)
- 2009: Bee as Such
- 2014: Düülirium